# Chrisman (Illinois)
Chrisman je grad u američkoj saveznoj državi Ilinois. Prema popisu stanovništva iz 2010. u njemu je živjelo 1.343 stanovnika.